# Get Right
Pour l’article homonyme, voir GetRight.
Get Right est le premier single de Jennifer Lopez extrait de son quatrième album studio. Sorti le 28 février 2005 au Royaume-Uni et le 25 mars aux États-Unis, le single culmina à la douzième place au Billboard Hot 100; il a été numéro un au Royaume-Uni, devenant son deuxième numéro-un au Royaume-Uni depuis Love Don't Cost a Thing sorti en 2001 quatre ans auparavant.
La musique tourne autour d'un sample tiré de "Soul Power '74" de Maceo, elle-même inspirée d'une chanson de James Brown, "Soul power"

## Format et liste des pistes
Téléchargement digital (Remix)
1. "Get Right" (avec Fabolous) – 3:50
2. "Get Right" (Hip Hop Mix by Corey Rooney) (avec Fabolous) – 3:51 (Disponile sur le single Hold You Down)

Digital Remix EP
1. "Get Right" (Louie Vega Club Mix) – 5:56
2. "Get Right" (Louie Vega Instrumental Mix) – 4:00
3. "Get Right" (Louie Vega Roots Dub) – 6:04
4. "Get Right" (Louie Vega Radio Edit) – 3:28

 Royaume-Uni CD Single
1. "Get Right" (Album Version) – 3:48
2. "Get Right" (Remix avec Fabolous) – 3:52

 Royaume-Uni CD Single 2
1. "Get Right" (Album Version) – 3:47
2. "Love Don't Cost a Thing" (RJ Schoolyard Mix) (featuring Fat Joe) – 4:21
3. "If You Had My Love" (Darkchild Remix Radio Edit) – 3:59
4. "Get Right" (Instrumental) – 6:17
5. "Get Right" (Music Video)

12" single
Side A:
1. "Get Right" (Remix avec Fabolous)
2. "Get Right" (Pop Mix avec Fabolous)
3. "Get Right" (Louie Vega) (Radio Mix)

Side B:
1. "Get Right" (Louie Vega Club Mix)
2. "Get Right" (Louie Vega Roots Dub)
3. "Get Right" (Louie Vega Instrumental Mix)

7" single
- Side A:

1. "Get Right" (Pop Mix avec Fabolous)

- Side B:

1. "Hold You Down" (avec Fat Joe)

## Classements hebdomadaires par pays
| Classement (2005)                       | Meilleure position |
| --------------------------------------- | ------------------ |
| Allemagne (Media Control AG)            | 7                  |
| Australie (ARIA)                        | 3                  |
| Autriche (Ö3 Austria Top 40)            | 11                 |
| Belgique (Flandre Ultratop 50 Singles)  | 3                  |
| Belgique (Wallonie Ultratop 50 Singles) | 2                  |
| Canada (Hot 100)                        | 3                  |
| Danemark (Tracklisten)                  | 3                  |
| Écosse (OCC)                            | 1                  |
| Europe (Hot 100)                        | 1                  |
| Finlande (Suomen virallinen lista)      | 4                  |
| France (SNEP)                           | 2                  |
| Hongrie (Single Top 40)                 | 1                  |
| Hongrie (Dance Top 40)                  | 1                  |
| Irlande (IRMA)                          | 1                  |
| Italie (FIMI)                           | 1                  |
| Pays-Bas (Single Top 100)               | 3                  |
| Nouvelle-Zélande (RMNZ)                 | 2                  |
| Norvège (VG-lista)                      | 7                  |
| Espagne (PROMUSICAE)                    | 3                  |
| Suède (Sverigetopplistan)               | 11                 |
| Suisse (Schweizer Hitparade)            | 3                  |
| Royaume-Uni (UK Singles Chart)          | 1                  |
| Royaume-Uni (UK R&B Chart)              | 1                  |
| États-Unis (Hot 100)                    | 12                 |
| États-Unis (R&B/Hip-Hop Songs)          | 38                 |
| États-Unis (Pop Airplay)                | 18                 |
| États-Unis (Dance Club Songs)           | 1                  |

### Certifications
| Pays             | Organisme | Certification | Ventes    |
| ---------------- | --------- | ------------- | --------- |
| Australie        | ARIA      | 2 × Platine   | 200,000   |
| France           | SNEP      | Or            | 200,000   |
| Nouvelle-Zélande | RIANZ     | Platine       | 140,500   |
| États-Unis       | RIAA      | 3 × Platine   | 3,000,000 |